# Heinrich Ludwig Kayser
Pour les articles homonymes, voir Kayser.
Heinrich Ludwig Kayser (ou Henri-Louis Kayser), né le 20 mars 1833 à Bruchmachtersen (aujourd'hui Salzgitter en Basse-Saxe) et décédé le 11 décembre 1904, était un imprimeur et un éditeur allemand.

## Biographie

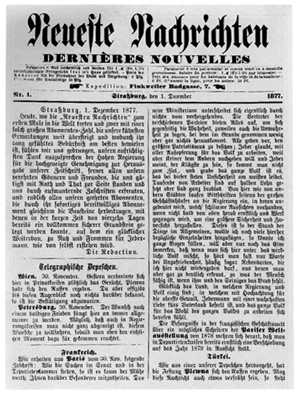
Premier numéro des Neueste Nachrichten (1 décembre 1877).

Heinrich Ludwig Kayser est né dans la petite paroisse de Wolsenbüttel du district de Brunswick. Adolescent, il s'oriente très vite vers l'imprimerie, fait son apprentissage dans la région. Puis, comme il est coutume à l'époque, il part en voyage, s'arrête dans des villes pour parfaire ses connaissances. Il s'installe à Strasbourg et travaille dans l'imprimerie de Berger-Levrault, puis à l'imprimerie du Straßburger Zeitung.
En 1877 il fonda les Neueste Nachrichten (Dernières Nouvelles), l'ancêtre du quotidien strasbourgeois Dernières nouvelles d'Alsace (aujourd'hui connues sous le nom de DNA). Son succès fulgurant est dû au fait qu'il propose les petites annonces, à savoir l'information locale, un moyen d'information peu exploité par ses concurrents. 

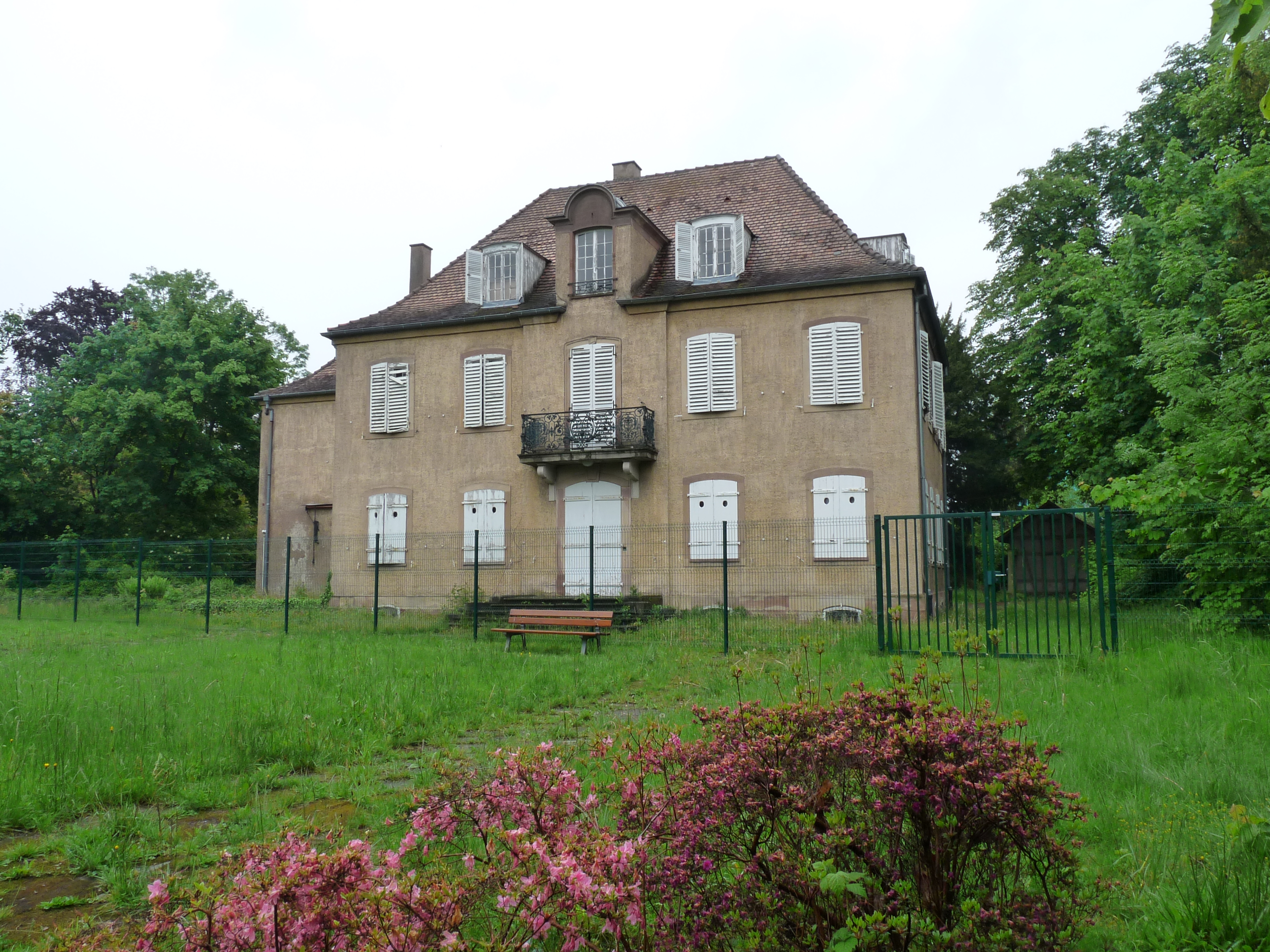
La villa Kayser (Kaysersguet).

Il possédait une villa à la Robertsau, un quartier situé au nord de Strasbourg. Aujourd'hui le parc – domaine du Kaysersguet – qui s'étend en bordure de la rue Boecklin, de l'allée Kastner à la rue des Fleurs, porte le nom (francisé) de son ancien propriétaire, « parc Henri-Louis Kayser ». Inhabitée, la villa Kayser – également connue sous l'appellation « villa Wach » – devrait faire l'objet d'aménagements et d'une extension pour abriter en 2011 la Maison de l'Europe.
Heinrich Ludwig Kayser est inhumé au Cimetière Saint-Louis de Strasbourg (Robertsau), auprès de son épouse Louise, née Klein. Son monument funéraire rappelle qu'il fonda la Heinrich-Ludwig-Stiftung, au profit des personnes âgées démunies de Strasbourg (Gründer der Heinrich-Ludwig-Stiftung zu Gunsten armer alter Strassburger).